# Areometr Ballinga

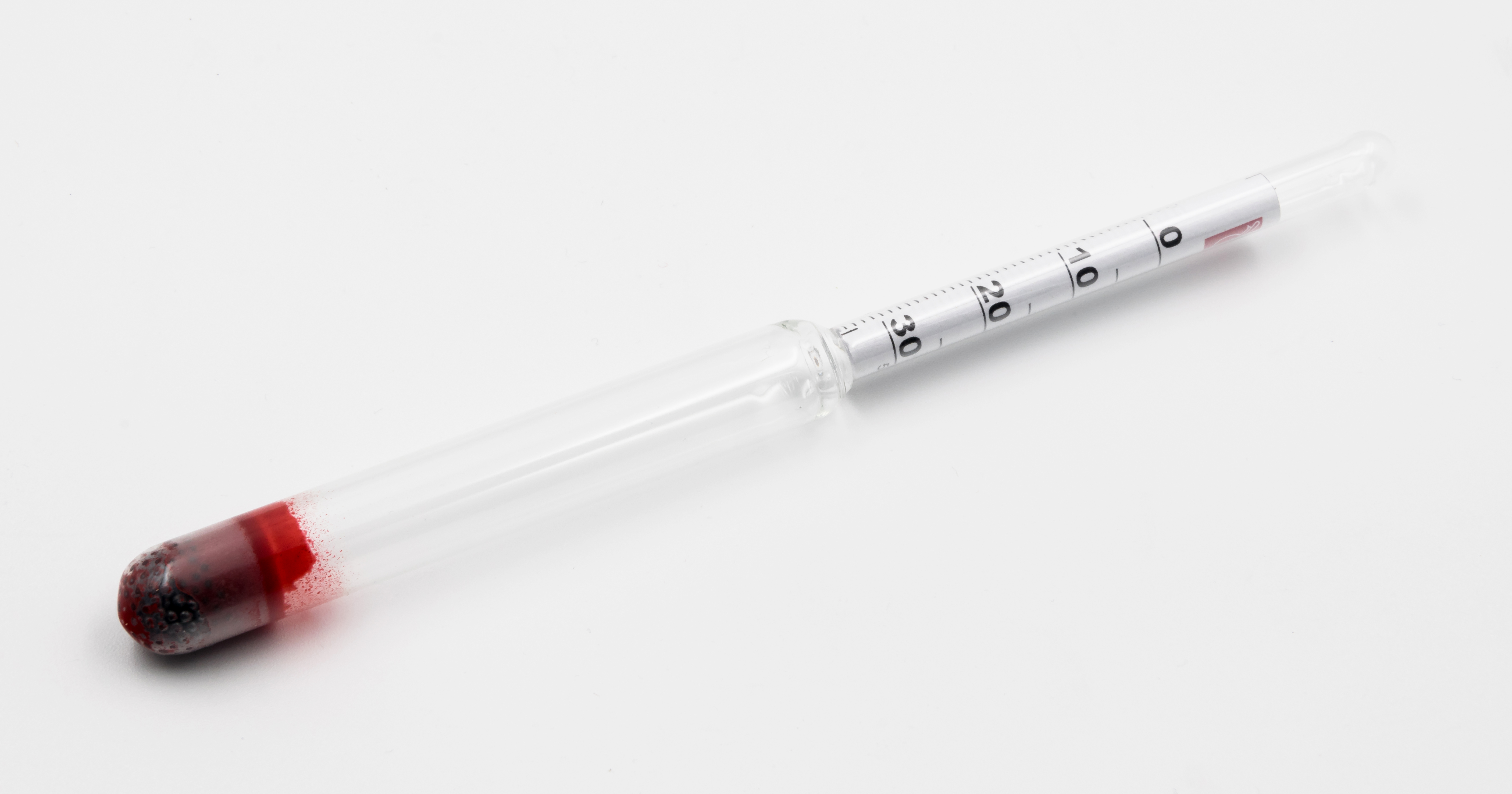
Areometr Ballinga

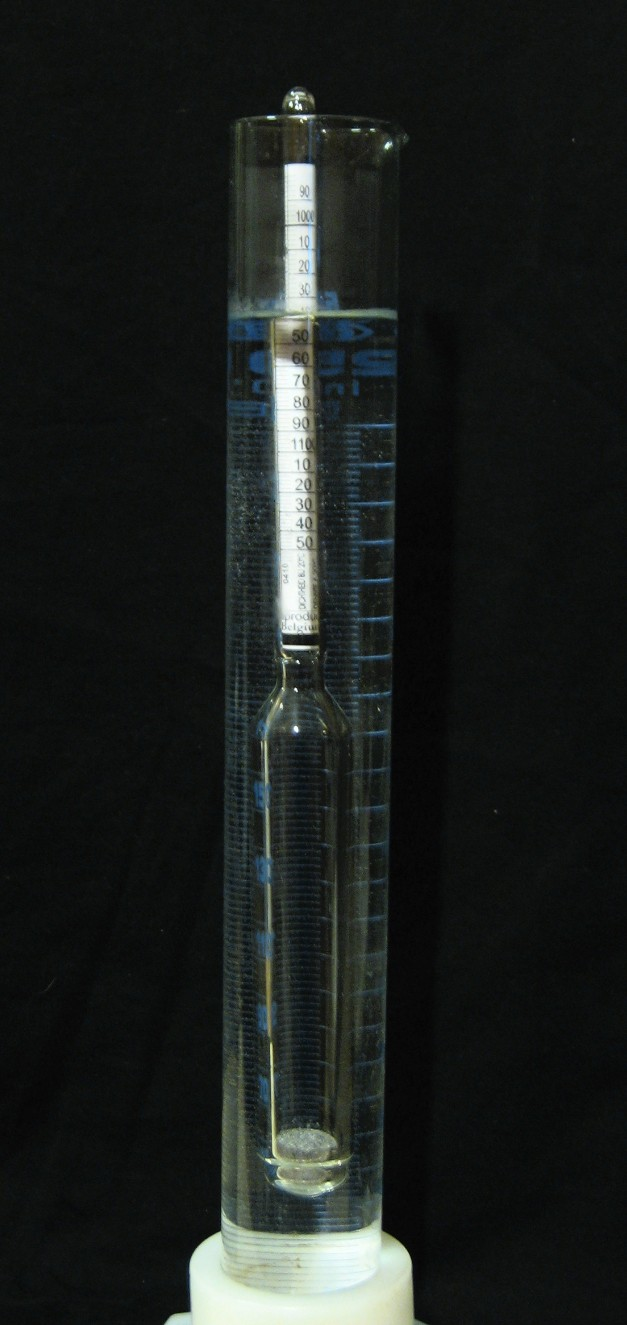
Areometr Ballinga w roztworze cukrowym

Areometr Ballinga – jest to areometr wyskalowany w skali Ballinga informującej o zawartości sacharozy w roztworze. Woda w temperaturze 20 °C wykazuje na areometrze 0 °Blg, roztwór zawierający n % cukru – n °Blg.
Areometr Ballinga stosowany jest powszechnie w piwowarstwie oraz przetwórstwie owocowo-warzywnym. W gorzelnictwie i cukrownictwie stosuje się natomiast areometry Brixa o podobnej skali. W przypadku gdy w roztworze oznaczanym znajdują się również inne składniki (białko, kwasy organiczne, sole) areometr podaje przybliżoną zawartość ekstraktu. W przypadku gdy w roztworze znajduje się alkohol etylowy, który ogranicza gęstość roztworu, wskazanie areometru oznacza wartość tzw. ekstraktu pozornego.
Przybliżone zależności pomiędzy gęstością roztworu a wskazaniami areometru są następujące:
d17,5/17,5 = 260 / (260 − °Blg)
Przybliżona zależność między stopniami Ballinga a stopniami Oechsle:
1 °Blg ≈ 4 °Oe